# Distretto di In Salah
Il distretto di In Salah è un distretto della provincia omonima, in Algeria, con capoluogo In Salah. Un altro comune del distretto è Foggaret Ezzaouia.